# 刘辉 (企业家)
刘辉（？—），百度公司高级副总裁，百度云业务董事长。

## 生平
先后获得天津大学微电子学士、北京大学行政工商管理硕士、西南财经大学经济学博士，曾在美国奥斯汀德克萨斯大学McCOMBS商学院学习深造。
刘辉2011年加入百度，历任百度副总裁、高级副总裁，负责百度人力资源、工程建设与行政管理等相关工作。在此之前，担任摩托罗拉公司全球人力资源副总裁。
2019年5月起，刘辉担任百度云业务董事长，领导百度“云+AI”战略基础上的产业智能化拓展。